# AEW Rampage
AEW Rampage, também conhecido como Friday Night Rampage ou simplesmente Rampage, foi um programa de televisão de luta profissional americano produzido pela promoção americana All Elite Wrestling (AEW). O programa foi exibido de 13 de agosto de 2021 até 27 de dezembro de 2024. Rampage ia ao ar todas as sextas-feiras às 22h horário do leste (ET) na TNT nos Estados Unidos, embora eventos esportivos de grande porte ocasionalmente alterassem seu horário para mais cedo ou mais tarde no mesmo dia — ou até para o dia seguinte — sendo então exibido como Saturday Night Rampage (Rampage de Sábado à Noite).
Rampage foi o segundo programa semanal de televisão da AEW, lançado após a estreia do Dynamite, e o segundo programa de luta livre profissional a ser exibido no canal TNT desde o episódio final do WCW Monday Nitro, em 26 de março de 2001. Com a estreia do Collision, em junho de 2023 — que acabou se tornando o segundo principal programa da AEW — e o cancelamento dos programas da AEW no YouTube (Dark e Elevation), o Rampage passou a assumir o papel desses shows, focando em talentos mais jovens e lutadores do card médio e inferior. A série chegou ao fim em 27 de dezembro de 2024, pois o programa não foi incluído no novo acordo de direitos de mídia entre a AEW e a Warner Bros. Discovery, que entrou em vigor em 1º de janeiro de 2025.
Os episódios do Rampage eram normalmente gravados após a transmissão ao vivo do episódio anterior do Dynamite. Em algumas ocasiões, também foram gravados após o Collision, e alguns episódios selecionados chegaram a ser transmitidos ao vivo, especialmente aqueles que iam ao ar em sequência com o especial Battle of the Belts.

## História
All Elite Wrestling (AEW) foi oficialmente anunciado e lançado em 1.º de janeiro de 2019, e seu principal programa de televisão semanal, Dynamite, começou a ser exibido na TNT em outubro. Em 15 de janeiro de 2020, a WarnerMedia e a AEW, controladora da TNT, anunciaram uma extensão de contrato de US$ 175 milhões para a Dynamite até 2023. Como parte do novo acordo, também foi anunciado que a AEW lançaria um segundo programa de televisão semanal.
Em maio de 2021, a AEW revelou seu segundo programa de televisão semanal e o quarto programa geral, como AEW Rampage, que começaria a ser exibido na TNT em 13 de agosto como um programa de uma hora às sextas-feiras às 22h, horário do leste (ET). Durante o evento Double or Nothing da AEW em 30 de maio, o ex-lutador da WWE Mark Henry foi anunciado para fazer parte da equipe de comentaristas do Rampage como analista. Em 4 de agosto, os comentaristas do Dynamite e Dark, Excalibur e Taz, e o lutador Chris Jericho, que atuou como comentarista convidado várias vezes no Dynamite, foram anunciados para se juntar a Henry como a equipe de comentários de quatro homens do Rampage. O presidente e diretor executivo da AEW, Tony Khan, disse que a equipe de comentários nem sempre seria composta por quatro homens, já que Henry também teria outras funções no programa, como fazer entrevistas. Em setembro, o lutador da AEW Ricky Starks substituiu Henry na equipe de comentaristas, com Henry agora apenas dando entrevistas no programa.
Em entrevista ao PWInsider, Khan afirmou que, embora Rampage fosse ao ar ao vivo na maioria dos episódios, alguns episódios seriam pré-gravados, dependendo da cidade em que o episódio anterior de Dynamite fosse realizado. Ele também disse que Rampage serviria como o show de retorno para os pay-per-views (PPV) da AEW, devido ao show ir ao ar dois dias antes desses eventos, substituindo Dark, pois embora Dark normalmente fosse ao ar às terças-feiras, seria em vez disso, vai ao ar às sextas-feiras durante a semana de um PPV para servir como o show para ir para casa. Khan também disse que a WarnerMedia perguntou se ele preferia expandir o Dynamite de quarta-feira para três horas, mas ele rejeitou a ideia, afirmando que não queria exibir o Dynamite por tanto tempo, pois realmente queria aquela terceira hora como um programa separado em um noite diferente. Ele também afirmou que Rampage não seria um show secundário para Dynamite, e que seria seu parceiro ou equivalente. Ele ainda disse que Dynamite e Rampage seriam as principais propriedades da AEW, enquanto seus programas no YouTube, Dark e Elevation, seriam suas propriedades periféricas, essencialmente seus programas de desenvolvimento.

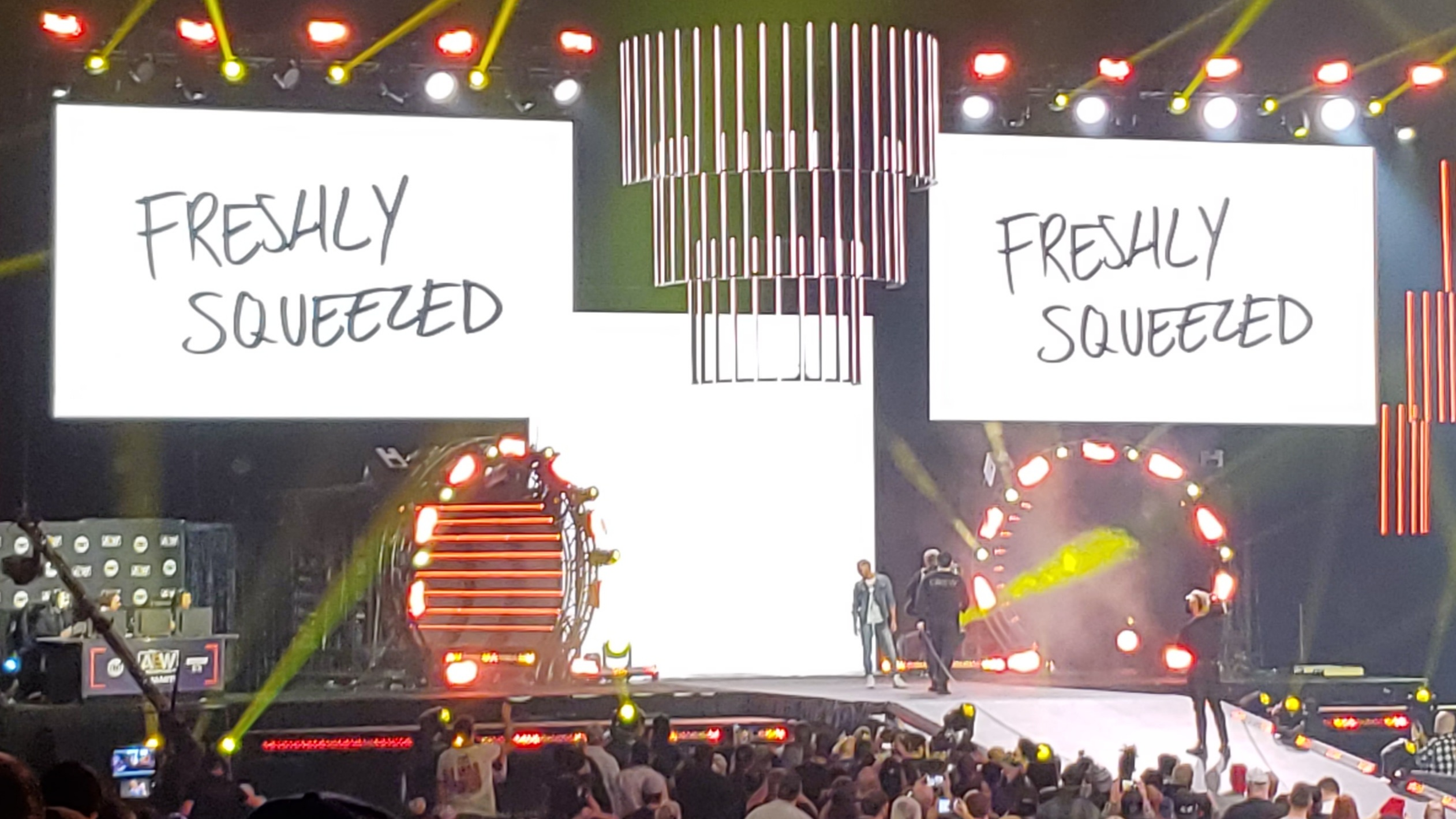
O set do Rampage usado de 13 de agosto de 2021 a 30 de dezembro de 2022. Também foi usado para Dynamite, Battle of the Belts e alguns pay-per-views.

Rampage vai ao ar imediatamente após o programa de televisão de sexta-feira da WWE, SmackDown, que vai ao ar na Fox. Embora o Dynamite tivesse disputado o NXT da WWE de outubro de 2019 a abril de 2021, havia expectativa de que não haveria sobreposição entre Rampage e SmackDown em quase todo o país a menos que este último ultrapassasse o horário programado, que termina às 22h. ET, quando Rampage começa a transmitir. Até o momento, isso ocorreu apenas uma vez, que foi em 15 de outubro de 2021. Naquela noite, o SmackDown exibiu um episódio especial intitulado "Supersized SmackDown", que estendeu sua duração para 22h30 com os 30 minutos adicionais exibindo comercial grátis, portanto diretamente competindo com Rampage nos primeiros 30 minutos. O SmackDown também foi ao ar no canal irmão da Fox, FS1, devido aos playoffs da MLB transmitidos pela Fox, o que também diminuiu a audiência média normal do SmackDown. Durante os 30 minutos em que os shows foram frente a frente, Rampage venceu o SmackDown no principal grupo demográfico de espectadores de 18 a 49 anos, atraindo 328.000 visualizações contra 285.000 visualizações do SmackDown.
Foi inicialmente anunciado que Dynamite e Rampage se mudariam para o canal irmão da TNT, TBS, também de propriedade da WarnerMedia, em janeiro de 2022. No entanto, em 23 de setembro de 2021, foi revelado que Rampage permaneceria na TNT enquanto apenas Dynamite se mudaria para TBS.
Os episódios de Rampage de 6 e 13 de maio de 2022 foram transferidos para as 17h30. ET para acomodar a cobertura da TNT dos playoffs da NHL Stanley Cup. O episódio de 20 de maio foi transferido para as 19h. ET para abrir caminho para a cobertura da TNT das Finais da Conferência Oeste da NBA.

### Formato final (2023–2024)
Como resultado de um acordo de transmissão revisado com a Warner Bros. Discovery, a AEW adicionou um terceiro programa semanal aos sábados, chamado Collision, que estreou em junho de 2023 no canal TNT. Para abrir espaço para o novo programa, os shows do YouTube, Dark e Elevation, foram cancelados. O Collision passou a ser posicionado como o segundo principal programa da AEW, enquanto o Rampage passou a focar em lutadores mais jovens, assumindo na prática o papel que antes era dos programas do YouTube.
Devido à cobertura do NCAA March Madness no dia 22 de março de 2024, o Rampage foi ao ar ao vivo em 20 de março, logo após o Dynamite, com ambos os programas sendo exibidos no canal TBS. Essa foi a única vez que o Rampage foi transmitido pela TBS.
Durante as gravações de 22 de dezembro de 2024, Tony Khan anunciou que o episódio de 27 de dezembro, intitulado New Year's Smash, seria o último episódio do Rampage, já que o programa não foi incluído no novo acordo de direitos de mídia entre a AEW e a Warner Bros. Discovery, que entrou em vigor em 1º de janeiro de 2025.

## Episódios especiais
| Episódio                      | Data                   | Local                          | Localização                | Rating (18–49) | Espectadores dos EUA (milhão) | Notas |
| ----------------------------- | ---------------------- | ------------------------------ | -------------------------- | -------------- | ----------------------------- | --- |
| Episódio de estréia           | 13 de agosto de 2021   | Petersen Events Center         | Pittsburgh, Pensilvânia    | 0.31           | 0.740                         | Estreia da série; Rampage é a primeira série semanal de luta livre a ir ao ar nas noites de sexta-feira em uma rede Turner desde WCW Power Hour em 1994. Segundo programa de luta profissional a ir ao ar na TNT desde o episódio final da WCW Monday Nitro em 26 de março de 2001. - Kenny Omega (c) vs. Christian Cage pelo Campeonato Mundial da Impact - Miro (c) vs. Fuego Del Sol pelo Campeonato TNT da AEW - Dr. Britt Baker, D.M.D. (c) vs. Red Velvet pelo Campeonato Mundial Feminino da AEW |
| The First Dance               | 20 de agosto de 2021   | United Center                  | Chicago, Illinois          | 0.53           | 1.126                         | Estreia na AEW do ex-astro da WWE CM Punk, que fez sua primeira aparição na luta profissional desde que saiu da empresa após o pay-per-view em janeiro de 2014. - Jurassic Express (Jungle Boy e Luchasaurus) vs. Private Party (Isiah Kassidy e Marq Quen) pela semifinal do torneio eliminatório do Campeonato Mundial de Duplas da AEW. - Jade Cargill vs. Kiera Hogan - Jon Moxley vs. Daniel Garcia                                                                                                |
| Grand Slam                    | 24 de setembro de 2021 | Arthur Ashe Stadium            | Queens, Nova York          | 0.29           | 0.640                         | Parte 2 do primeiro evento anual do Grand Slam que foi ao ar como um episódio especial de duas horas de Rampage gravado imediatamente após o término do Dynamite em 22 de setembro de 2021; O primeiro show de estádio do Rampage. - Estreia de Homicide - Participação especial de Lil Uzi Vert e Jorge Masvidal da American Top Team |
| Episódio deHalloween          | 29 de outubro de 2021  | Agganis Arena                  | Boston, Massachusetts      | 0.25           | 0.623                         | Episódio especial com tema de Halloween, segunda parte de 27 de outubro de 2021 Dynamite gravado imediatamente após a conclusão. - Bryan Danielson vs. Eddie Kingston pela semifinal do Torneio Eliminador do Campeonato Mundial da AEW - Dr. Britt Baker, D.M.D. vs. Abadon em uma luta Trick or Treat |
| Black Friday episode          | November 26, 2021      | Wintrust Arena                 | Chicago, Illinois          | 0.18           | 0.431                         | Part 2 of Thanksgiving Eve Dynamite on November 24, 2021. Taped immediately after Dynamite conclusion. - Eddie Kingston vs. Daniel Garcia |
| Holiday Bash                  | December 25, 2021      | Greensboro Coliseum            | Greensboro, North Carolina | 0.26           | 0.589                         | Part 2 of Christmas-themed AEW Dynamite on December 22, 2021. Taped immediately after Dynamite conclusion: Holiday Bash concluded on December 22, 2021. Saturday airing of Rampage because of TNT's continuous airing of A Christmas Story starting on Christmas Eve. - Featuring Sammy Guevara (c) vs. Cody Rhodes for the TNT Championship |
| New Year's Smash              | December 31, 2021      | Daily's Place                  | Jacksonville, Florida      | 0.19           | 0.453                         | Part 2 of the second annual New Year's Smash event. Taped immediately after Dynamite conclusion on December 29, 2021. - Featuring Cody Rhodes (c) vs. Ethan Page for the TNT Championship |
| Beach Break                   | January 28, 2022       | Wolstein Center                | Cleveland, Ohio            | 0.25           | 0.601                         | Part 2 of the second annual Beach Break event. Taped immediately after Dynamite conclusion on January 26, 2022. - Featuring Jade Cargill (c) vs. Julia Hart for the TBS Championship - Jurassic Express (c) vs. Private Party for the AEW World Tag-Team Championship |
| Slam Dunk (2022)              | February 18, 2022      | Nashville Municipal Auditorium | Nashville, Tennessee       | 0.20           | 0.471                         | Aired at 7pm EST due to NBA All-Star Weekend Taped immediately after Dynamite conclusion on February 16, 2022. - Powerhouse Hobbs vs. Dante Martin in a Face of the Revolution qualifying match - Jay White vs. Trent Beretta |
| Road Rager                    | June 17, 2022          | Chaifetz Arena                 | St. Louis, Missouri        |                |                               | Part 2 of the second annual Road Rager event. Taped immediately after Dynamite conclusion on June 15, 2022. - Featuring Jade Cargill (c) vs. Willow Nightingale for the TBS Championship - Darby Allin vs. Bobby Fish |
| Royal Rampage                 | July 1, 2022           | Little Caesars Arena           | Detroit, Michigan          |                |                               | Taped immediately after Dynamite: Blood and Guts conclusion on June 29, 2022. - Featuring the 20-man Royal Rampage with the winner receiving a title shot against Interim AEW World Champion Jon Moxley. - The Young Bucks vs Bishamon (Hirooki Goto & Yoshi-Hashi) - Nyla Rose vs Toni Storm |
| Fyter Fest                    | July 15, 2022          | Enmarket Arena                 | Savannah, Georgia          |                |                               | Part 2 of the fourth annual Fyter Fest event. Taped immediately after Dynamite conclusion on July 13, 2022. - Featuring Jonathan Gresham (c) vs. Lee Moriarty for the ROH World Championship - The Lucha Brothers (Penta Oscuro and Rey Fénix) vs. Private Party (Isiah Kassidy and Marq Quen) |
| Fyter Fest                    | July 22, 2022          | Gas South Arena                | Duluth, Georgia            |                |                               | Part 4 of the fourth annual Fyter Fest event. Taped immediately after Dynamite conclusion on July 20, 2022. |
| Fight for the Fallen          | July 29, 2022          | DCU Center                     | Worcester, Massachusetts   |                |                               | Part 2 of the fourth annual Fight for the Fallen event. Taped immediately after Dynamite conclusion on July 27, 2022. |
| Quake by the Lake             | August 12, 2022        | Target Center                  | Minneapolis, Minnesota     |                |                               | Part 2 of AEW Quake by the Lake event. Taped immediately after Dynamite conclusion on August 10, 2022. |
| Grand Slam                    | September 23, 2022     | Arthur Ashe Stadium            | Queens, New York           |                |                               | Part 2 of the second annual Grand Slam event that aired as a special two-hour episode of Rampage taped immediately after Dynamite concluded on September 21, 2022. |
| Black Friday episode          | November 25, 2022      | Wintrust Arena                 | Chicago, Illinois          |                |                               | Airing at 4pm ET due to an NHL Doubleheader on TNT. Taped immediately after Dynamite conclusion on November 23, 2022. |
| Holiday Bash                  | December 23, 2022      | Freeman Coliseum               | San Antonio, Texas         |                |                               | Part 2 of the third annual Holiday Bash event. Taped immediately after Dynamite conclusion on December 21, 2022. |
| New Year's Smash              | December 30, 2022      | 1stBank Center                 | Broomfield, Colorado       |                |                               | Part 2 of the third New Year's Smash event. Taped immediately after Dynamite conclusion on December 28, 2022. |
| Slam Dunk (2023)              | February 17, 2023      | Sames Auto Arena               | Laredo, Texas              |                |                               | Aired at 7pm EST due to NBA All-Star Weekend Taped immediately after Dynamite conclusion on February 15, 2023. - Dustin Rhodes vs. Swerve Strickland - Ricky Starks vs. Daniel Garcia - The Elite (Kenny Omega and The Young Bucks (Matt Jackson and Nick Jackson)) (c) vs. Top Flight (Dante Martin & Darius Martin) & A.R. Fox for the AEW World Trios Championship |
| St. Patrick's Day Slam (2023) | March 17, 2023         | Canada Life Centre             | Winnipeg, Manitoba         |                |                               | Aired at 11:30pm EST due to NCAA men's basketball tournament. Taped immediately after Dynamite conclusion on March 15, 2023. - Powerhouse Hobbs (c) vs. Rey Fenix for the AEW TNT Championship - Taya Valkyrie vs. Ava Lawless - The Bollywood Boyz (Gurv Sihra and Harv Sihra) vs. The Jericho Appreciation Society (Angelo Parker and Matt Menard) - Brody King vs. Daniel Garcia |
| Saturday Night Rampage        | March 25, 2023         | Independence, Missouri         | Cable Dahmer Arena         |                |                               | Saturday airing of Rampage due to TNT'S post-show coverage of United States men's national soccer team game. Taped immediately after Dynamite conclusion on March 22, 2023. - Taya Valkyrie vs. Leila Grey - Powerhouse Hobbs (c) vs. Penta El Zero Miedo for the AEW TNT Championship - The Acclaimed (Anthony Bowens and Max Caster) vs. The Kingdom (Matt Taven and Mike Bennett) - Brody King vs. Jake Hager                                                                                        |